# Судья

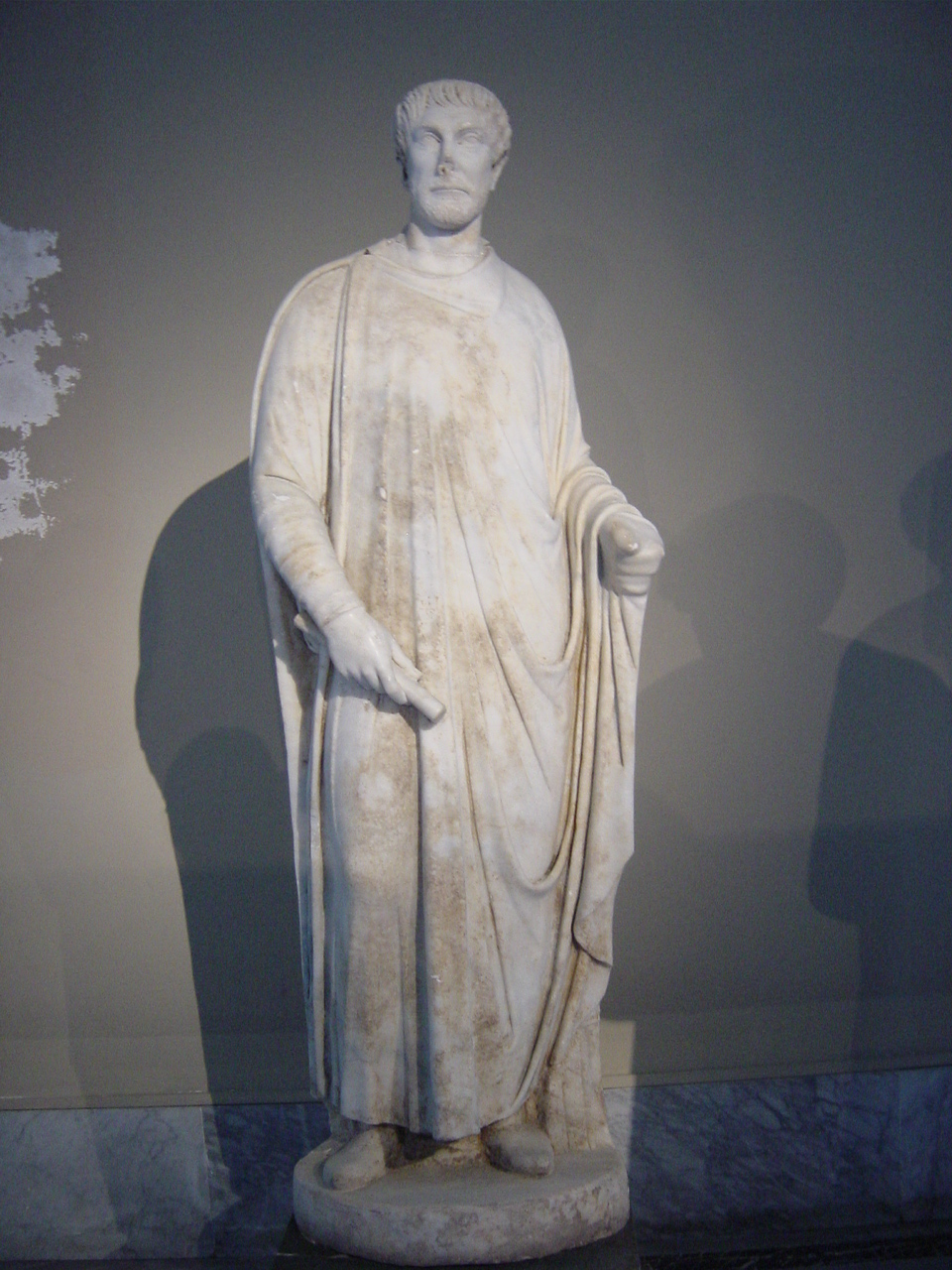
Римский судья. V в. до н. э.

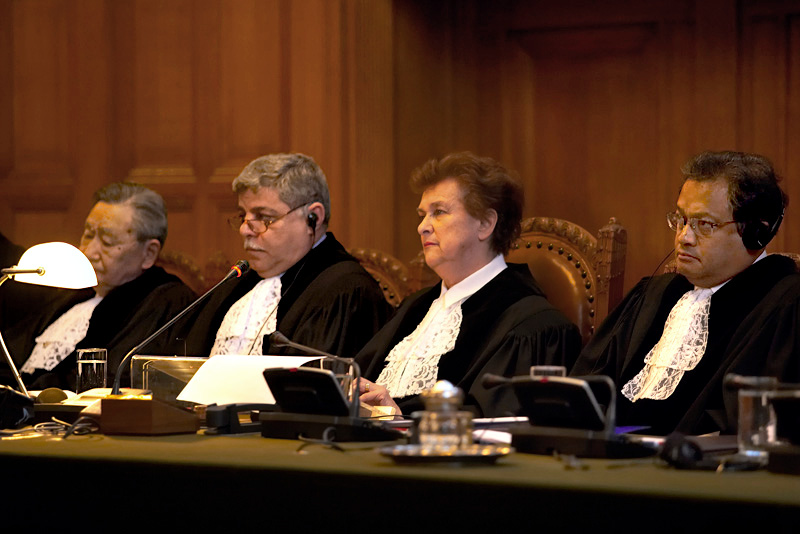
Судьи Международного суда ООН

Судья́ — должностное лицо, входящее в состав суда и осуществляющее правосудие; в современной теории разделения властей — лицо, наделённое судебной властью.
В различных юрисдикциях полномочия судей и требования к ним различаются. В континентальном уголовном (криминальном) праве, где проводится расследование преступлений, судьи обычно имеют специальную подготовку, дополнительную к высшему юридическому образованию, и судебная практика является для них первичной; дело рассматривается коллегией судей, возглавляемой председательствующим. В некоторых странах по ряду уголовных дел требуется суд присяжных, но гражданские дела рассматриваются только судьями. Иногда судьи имеют полномочия следователей, во всяком случае они не обязаны ограничиваться только представленными в ходе заседания доказательствами. Имеется система апелляционных судов, высший из которых называется верховный суд; обычно верховные суды заседают не в полном составе, а в специальных коллегиях. В ряде континентальных правовых систем имеется также конституционный суд, который принимает решение о конституционности законов или подзаконных актов и может их отменять.
В англосаксонском общем праве, где в центре правосудия находится состязательный процесс, судьи до назначения, как правило, имеют опыт практики в функции законного представителя сторон или адвоката (attorney, барристер, солиситор), а для функции судьи не проходят специальной подготовки. Каждое дело разрешает единственный судья, основывающийся на прении сторон, представленных в суде доказательствах и вердикте присяжных. Как и вообще в этой системе, большую роль играет судебный прецедент, и велика роль личного усмотрения (deliberation) судьи; судья может de facto вводить правовые нормы в отсутствие прецедента. Верховные суды имеют полномочия, аналогичные полномочиям континентальных конституционных судов, и могут отменять законы. В англосаксонском праве судья имеет полномочия устанавливать наказания за правонарушения в зале суда (функции пристава), а также за нарушения решений суда.
Судьи обычно назначаются органами исполнительной или законодательной власти; в ряде штатов США, кантонов Швейцарии и некоторых других странах судьи избираются населением. Судьи приносят судебную клятву. Существуют гарантии неприкосновенности и несменяемости судей. Во многих странах судьи назначаются на пожизненный срок (обычно, до определённого возрастного предела) с целью устранения политического или психологического давления на них со стороны исполнительной власти или избирателей.
Во многих странах судьи носят в знак своей должности мантию (чёрную или красную). В Великобритании и многих её бывших колониях знаком судьи является также парик. Ношение мантий и париков (которые нивелируют индивидуальность судей) диктуется необходимостью подчеркнуть тот факт, что решения судей исходят не из личных пристрастий, симпатий или антипатий, а из закона. К судьям во многих странах обращаются «Ваша честь»; в европейских странах к председателю суда обращаются «господин председатель». В России уголовное и гражданское процессуальное законодательство предписывает всем участникам процесса обращаться к суду со словами «уважаемый суд». Уголовно-процессуальный кодекс РФ (статья 257, пункт 3) дополнительно предписывает обращаться к судье со словами «Ваша честь».